# Enslaved
För albumen, se Enslaved (album av Steel Attack) eller Enslaved (album av Soulfly)
Enslaved är ett norskt progressiv black metal-/viking metal-band bildat 1991 i Haugesund, Norge.

## Historia
Enslaved bildades i maj 1991 av Ivar Bjørnson och Grutle Kjellson när de var 13 respektive 17 år. Vid den tiden spelade de i ett death metal-band vid namn Phobia, men som många andra i den spirande black metal-rörelsen letade de efter nya inspirationskällor. Fast Enslaved började som ett typiskt norskt black metal-band, så har de alltid haft en annorlunda struktur på låtarna, det var inte ovanligt att deras låtar sträckte sig över 10 minuters gränsen. Den senare utgivelsen Eld har ofta konstaterats att vara det album som visar hur Enslaved började experimentera med subgenren viking metal. Bandet bytte subgenre helt i och med albumet Mardraum - Beyond the Within.
Nuförtiden spelar bandet in med engelsk sång, men i deras tidigare alster var de flesta låtar inspelade på isländska eller gammal fornnordiska. Den mesta lyriken handlar om nordisk mytologi.
Bandnamnet kommer från Immortals demolåt, "Enslaved in Rot".
Enslaveds elfte studioalbum, Axioma Ethica Odini, gavs ut 27 september 2010 av Nuclear Blast i Nordamerika och av Indie Recordings i övriga delar av världen. I juli 2012 meddelade bandet att det tolfte albumet benämnt RIITIIR, en egenskapad form av ordet "riter", släpptes 28 september i Europa och 9 oktober 2012 i Nordamerika.

## Medlemmar
Nuvarande medlemmar
- Ivar Bjørnson (Ivar Skontorp Peersen) – gitarr, keyboard, bakgrundssång (1991– )
- Grutle Kjellson (Kjetil Tvedte Grutle) – basgitarr, sång (1991– )
- Arve Isdal (aka Ice Dale) – sologitarr (2002– )
- Håkon Vinje – sång, keyboard (2017– )
- Iver Sandøy – trummor (2018– )

Tidigare medlemmar
- Trym Torson (Kai Johnny Solheim Mosaker) – trummor (1991–1995)
- Harald Helgeson (Harald Magne Revheim) – trummor (1995–1997)
- Dirge Rep (Per Husebø) – trummor (1997–2002)
- Roy Kronheim – gitarr (1997–2002)
- Freddy Bolsø – trummor (2003)
- Cato Bekkevold – trummor (2003–2018)
- Herbrand Larsen – keyboard, gitarr, sång (2004–2016)

Turnerande medlemmar
- Øyvind Madsen – keyboard (2003)

## Diskografi

### Demo
- Nema (1991)
- Yggdrasill (1992)
- Promo '94 (1994)

### Studioalbum
- Vikingligr Veldi (1994)
- Frost (1994)
- Eld  (1997)
- Blodhemn (1998)
- Mardraum – Beyond the Within (2000)
- Monumension (2001)
- Below the Lights (2003)
- Isa (2004)
- Ruun (2006)
- Vertebrae (2008)
- Axioma Ethica Odini (2010)
- RIITIIR (2012)
- In Times (2015)
- E (2017)
- Utgard (2020)
- Heimdal (2023)

### Livealbum
- Live at the Rock Hard Festival (2009)
- Live at Rockefeller (2013)

### EP
- Hordanes Land (1993)
- The Sleeping Gods (2011)
- Thorn (2011)
- Caravans To The Outer Worlds (2021)

### Singlar
- "The Watcher (live)" (2011)
- "Storm Son" (2017)
- "Jizzlobber" (2018)

### Samlingsalbum
- The Wooden Box (2009)
- The Sleeping Gods - Thorn (2016)

### Annat
- Emperor / Hordanes Land (delad album med Emperor) (1993)
- The Forest Is My Throne / Yggdrasill (delad album med Satyricon) (1995)
- "Thoughts Like Hammers" (2012) (låt från RIITIIR, gratis nerladdning)
- Shining on the Enslaved (delad album med Shining) (2015)
- Live in Plovdiv (delad album med Opeth) (2017)

### Video
- Live Retaliation (2003) (DVD)
- Return to Yggdrasill (2005) (DVD)